# Sameli Tala

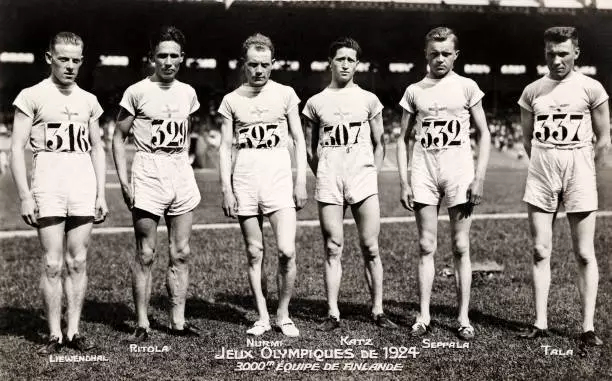
3000-m-Staffel 1924 – ganz rechts Sameli Tala

Sameli Tala (eigentlich Samuel Rafael Tala; * 16. August 1893 in Jalasjärvi; † 6. Januar 1961 ebenda) war ein finnischer Langstreckenläufer.
Beim Mannschaftslauf über 3000 Meter der Olympischen Spiele 1924 in Paris kam er auf dem 13. Platz ins Ziel und war damit viertbester Finne. Obwohl nur die besten drei Resultate eines Teams zählten und damit sein Ergebnis keine Rolle spielte, wurde er wie die anderen Mitglieder der siegreichen finnischen Mannschaft mit der Goldmedaille ausgezeichnet.
1917, 1918 und 1923 wurde er finnischer Meister über 5000 Meter.

## Persönliche Bestzeiten
- 3000 m: 8:42,7 min, 4. Juli 1923, Göteborg
- 5000 m: 15:19,5 min, 1. Juli 1923, Göteborg